# The Power Station (álbum)
The Power Station es el álbum debut del supergrupo The Power Station, publicado en 1985 por EMI/Parlophone y Capitol Records. Integrado por John Taylor y Andy Taylor de Duran Duran, Tony Thompson de Chic y el vocalista Robert Palmer, el proyecto nació en 1984 durante un parón de Duran Duran. El concepto original de los Taylor era realizar un disco con distintos cantantes como invitados, entre ellos Palmer, quien iba a participar solo en el tema «Communication». Sin embargo, cuando él probó con la versión de «Get It On» de T. Rex, optaron por grabar todo el
álbum con él. Registrado en distintos estudios de grabación, The Power Station contó con ocho canciones ligadas principalmente al pop rock y dance rock.
Una vez que salió a la venta, entró en las listas musicales de algunos países; por ejemplo, alcanzó la posición 12 tanto en el Reino Unido como en Canadá y la sexta en los Estados Unidos. Antes de terminar 1985, en estos tres países recibió certificaciones discográficas que, en conjunto, representaron 1,2 millones de copias vendidas. Asimismo, recibió en su gran mayoría reseñas positivas por parte de la prensa especializada, quien resaltó la energía y la mezcla de estilos. Luego del éxito conseguido, se programó una gira de conciertos, pero días antes de iniciarla, Palmer dejó la banda para retomar su carrera solista; para reemplazarlo, contrataron al cantante de Detective, Michael Des Barres.

## Antecedentes

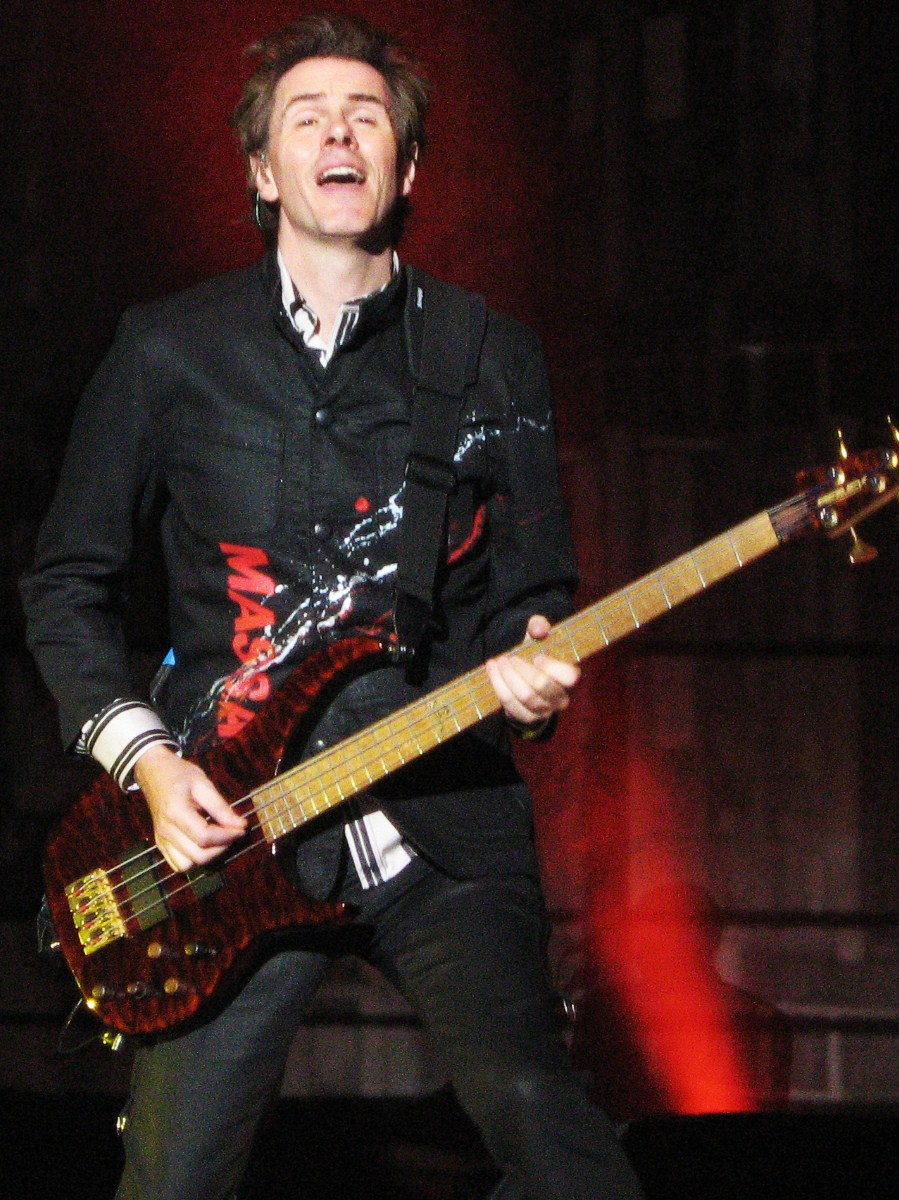
El proyecto nació del bajista John Taylor (en la imagen), como una forma de independizarse del trabajo con Duran Duran

En 1984, después de la gira promocional del álbum Seven and the Ragged Tiger (1983), los músicos de Duran Duran decidieron tomar un descanso para 1985. No obstante, los cinco miembros terminaron formando dos proyectos paralelos: Arcadia y The Power Station. Este último nació como una idea del bajista John Taylor a modo de independizarse del trabajo con Duran Duran. Junto con el guitarrista y su compañero de banda Andy Taylor y el baterista de Chic Tony Thompson, iba a grabar una versión de «Get It On» de T. Rex con su pareja Bebe Buell como vocalista. Sin embargo, antes de registrarla la pareja terminó su relación. Luego de la salida de Buell, el trío formó un supergrupo llamado Big Brother e iba a editar un álbum de estudio con varios cantantes de rock como invitados, entre ellos el británico Robert Palmer, a quien conocieron tres años atrás en el club RumRunner de Inglaterra. Su participación en el disco solo sería en el tema «Communication», pero, una vez que se enteró de que tenían una maqueta de «Get It On», les preguntó si podía tratar con esa también. El resultado fue tan positivo que optaron por grabar todo el álbum con Palmer y el apelativo de la banda cambió de Big Brother a The Power Station.

## Grabación y composición
De acuerdo con su propia contraportada, fue «concebido, escrito y grabado en París, Nasáu, Londres y en varios bares alrededor del mundo». Algunas maquetas, como las de «Some Like It Hot» y «Murderess», las escribieron en París (Francia). Las pistas básicas se registraron en Londres (Reino Unido), la voz en Nasáu (Bahamas) —ciudad donde residía Robert Palmer— y los demás efectos de sonido en el estudio The Power Station de Nueva York (Estados Unidos). La elección de ese estudio no fue al azar, pues allí se hizo la mezcla del directo Arena (1984) de Duran Duran y varios de los discos de Chic. Su realización costó más de 500 000 dólares, cuyos principales gastos los hubo en viajes y alojamiento, dado que ambos Taylor tenían una vida «caótica», llena de lujos y consumo de drogas. John Taylor recordó que el «acceso de cocaína era ilimitado» y Andy Taylor mencionó que gastaban 500 dólares por noche haciendo «cosas estúpidas». A pesar de que John era el artífice del proyecto, él no se sentía al nivel de los demás músicos y por ello le pidió a Bernard Edwards, compañero de Thompson en Chic y quien asumió como productor del álbum, que tocara las líneas de bajo, pero ante la insistencia de Edwards, John prosiguió su labor como bajista.
El disco se compone de ocho canciones, que poseen un sonido mayormente entre pop rock y dance rock. Robert Palmer fue el principal compositor, pues coescribió seis de ellas. Palmer y ambos Taylor compusieron tres pistas, entre ellas la inicial —«Some Like It Hot»— que posee como introducción un solo de batería interpretado por Thompson con una «percusión cerrada» y con «reverberación reducida». Según John, esa intro es una «versión con esteroides» del solo de «I'm Coming Out» (1980) de Diana Ross, tocado precisamente por Thompson. En su análisis al disco, Simon Price del medio The Quietus comentó que «Lonely Tonight» y «Communication» son dos números de white soul, «pero con los dientes apretados», mientras que «Go to Zero» —escrita por Palmer y el bajista de sesión Guy Pratt— es una «decente pieza de synth-funk principesco». Por otro lado, el álbum también contiene dos versiones: «Get It On» de T. Rex y «Harvest for the World» de The Isley Brothers. Según Price, la primera «no tiene nada de la arrogancia sexi y seductora del original de Bolan, sino que pisotea toda sutileza con su sacudida y rechinado».

## Lanzamiento y reediciones
The Power Station salió a la venta el 21 de febrero de 1985 por EMI/Parlophone para Europa y el 22 de marzo por Capitol para Norteamérica. A diferencia de otros álbumes de la época, este se tituló de acuerdo al formato de almacenamiento; por ejemplo, la edición en vinilo se nombró The Power Station 33 1⁄3 y en disco compacto, The Power Station CD. Con el paso de los años, se ha reeditado en varias ocasiones; por ejemplo, en 2005 se relanzó una edición llamada 20.º aniversario que contó con siete bonus tracks: «The Heat Is On» —lado B del sencillo «Some Like It Hot»—, las versiones de siete pulgadas de «Some Like It Hot», «Communication» y «Get It On», una versión larga de «Communication», una extendida de «Some Like It Hot & The Heat Is On» y el tema «Someday, Somehow, Someone's Gotta Pay», que fue escrita para la banda sonora de Comando (1985) con el título de «We Fight for Love» y presentaba a Michael Des Barres como vocalista. Adicionalmente, venía un DVD con los videoclips de «Some Like It Hot», «Communication» y «Get It On», más la presentación en vivo de «Some Like It Hot» en el programa de televisión Saturday Night Live.

## Promoción

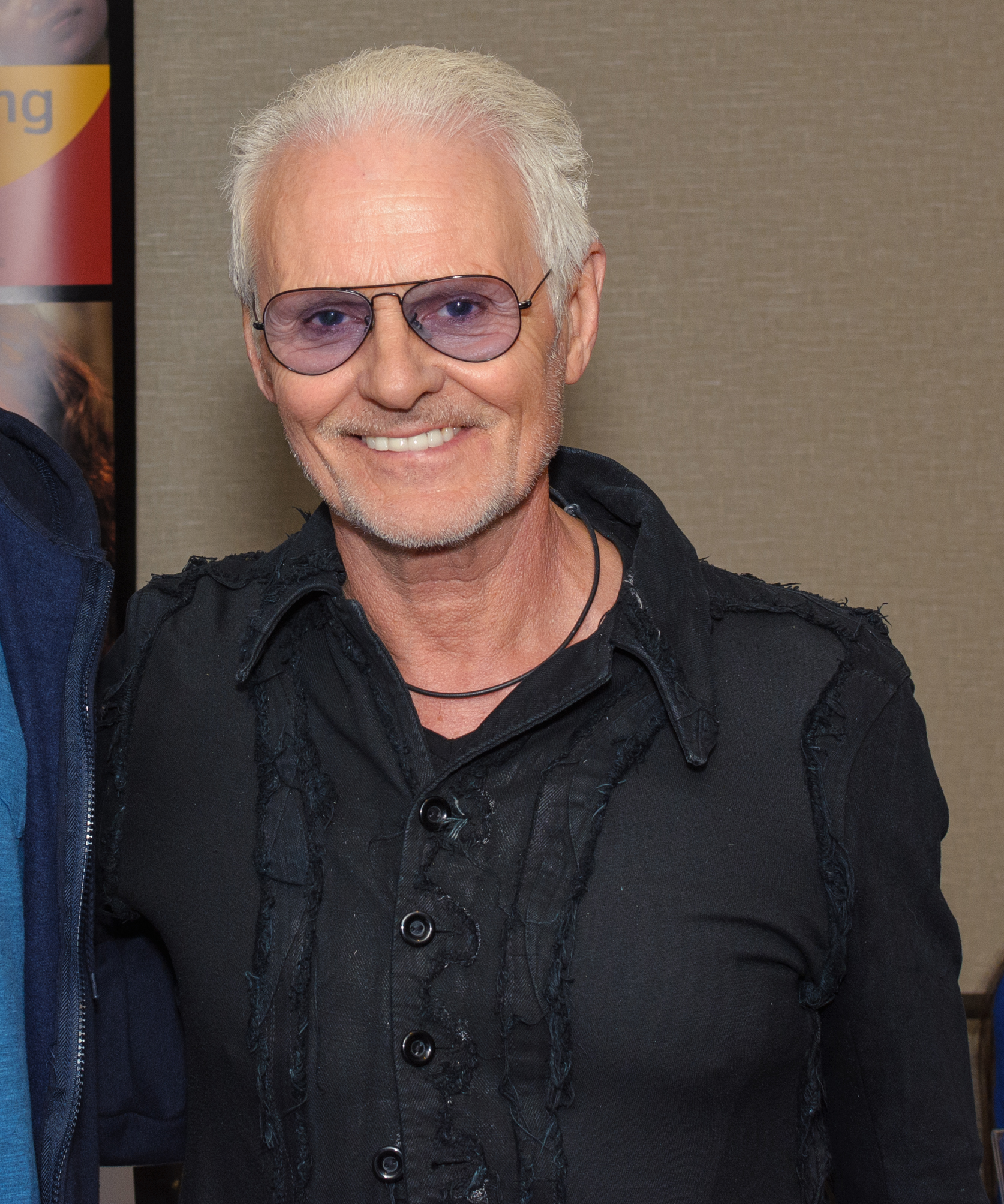
El vocalista Michael Des Barres (en la imagen) cubrió el puesto de Robert Palmer en la gira promocional

Previo al lanzamiento del disco, el 16 de febrero de 1985 tocaron «Some Like It Hot» y «Get It On» en el programa de televisión Saturday Night Live; fue la primera y única ocasión en que la formación original se presentó en vivo. Para promocionar el material, se publicaron tres sencillos a lo largo de 1985. Lanzado en marzo, «Some Like It Hot» logró las mejores posiciones en las listas musicales de varios países; por ejemplo, ingresó entre los diez sencillos más vendidos en Australia, Austria, Bélgica (Región Valona), Estados Unidos, Países Bajos y Nueva Zelanda. Por su parte, en el Reino logró la posición 14 en el UK Singles Chart. En abril salió el segundo sencillo, «Get It On», que entró en menos conteos que su antecesor, pero en algunas alcanzó posiciones similares, tales como los puestos 8 en Australia, 9 en Estados Unidos y 22 en el Reino Unido. Por último, en octubre se lanzó «Communication», que obtuvo una menor recepción en los mercados. Cabe señalar que los tres contaron con videoclips y fueron publicados en formato VHS en 1986 con el título de The Power Station - Video EP. Luego del éxito del disco y de sus sencillos, para el verano boreal de 1985 se programó una gira por los Estados Unidos, pero días antes de iniciarla, Palmer dejó la banda para retomar su carrera solista. Para reemplazarlo, se contrató al vocalista de Detective, Michael Des Barres.

## Recepción

### Comercial
Una vez que salió a la venta, The Power Station logró buenas posiciones en las listas musicales de algunos países europeos. En Alemania, llegó hasta la posición 23 en el Media Control Charts, mientras que en Suecia obtuvo la 38 en el Sverigetopplistan. En cambio, tanto en los Países Bajos como en Suiza, se situó entre los veinte álbumes más vendidos, en las casillas 13 y 16, respectivamente. Por su parte, en el Reino Unido, alcanzó el puesto 12 en el UK Albums Chart y permaneció en ella por veintitrés semanas. En julio de 1985, la Industria Fonográfica Británica (BPI) le confirió un disco de oro por vender más de 100 000 copias en el país. En la semana del 29 de abril de 1985, el álbum se ubicó en el número 19 en el conteo European Top 100 Albums, realizado por la revista Music & Media.
Fuera de Europa, la situación fue un tanto similar. En Australia, llegó hasta el puesto 15 en el Kent Music Report, mientras que en Nueva Zelanda alcanzó el 23 en el Official New Zealand Music Chart. Asimismo, en Japón ocupó la octava casilla en el conteo local. Por su parte, el 8 de junio logró el puesto 12 en el conteo Top Albums de la revista canadiense RPM. Al mes siguiente, la aquel entonces Canadian Recording Industry Association (CRIA) lo certificó con un disco de platino, luego de superar las 100 000 copias vendidas en Canadá. En los Estados Unidos, tuvo un mejor resultado, porque el 27 de julio de 1985 consiguió la sexta casilla en el Billboard 200. Un par de días más tarde, la Recording Industry Association of America (RIAA) le confirió un disco de platino en representación a un millón de copias comercializadas en el país.

### Comentarios de la crítica
The Power Station recibió reseñas positivas por parte de la prensa especializada. Stephen Thomas Erlewine del sitio Allmusic le dio cuatro estrellas de cinco y reseñó que los Taylor trataron de alejarse de las limitaciones del synth pop de Duran Duran y agregaron elementos de funk y hard rock, cortesía de Thompson y Palmer, respectivamente. Además, afirmó que «la versión de "Get It On" y "Some Like It Hot" generan suficiente energía para hacerlos memorables, ya que la mayor parte del álbum fracasa». Betty Page de la revista británica Record Mirror comentó que tenía «agallas, energía y melodías» y «un montón de oportunidades para ser elegante y bien confeccionado, al igual que para ser crudo y obsceno». Por su parte, la crítica de Robert Christgau fue un tanto más negativa, ya que afirmó que Robert Palmer era el problema y a quien trató de «viejo farsante». Sin embargo, mencionó que se quedaba con las versiones de T. Rex e Isley Brothers. La revista Billboard llamó al supergrupo como el «más improbable e imaginable» y declaró que «la síntesis de hard rock/dance» se nota en «Get It On» y «Harvest for the World», mientras que «Some Like It Hot» y «Go to Zero» eran otras canciones destacadas. Gracias al disco y a los tres sencillos, Billboard los posicionó como el segundo mejor nuevo artista pop de 1985 —detrás de Whitney Houston— en su revisión anual. La revista británica Kerrang!, en su recuento anual, lo posicionó en el séptimo puesto de los álbumes de 1985.

## Lista de canciones
| N.º | Título                                                  | Escritor(es)                                | Duración |  |
| 1.  | «Some Like It Hot»                                      | Robert Palmer, Andy Taylor, John Taylor     | 5:05     |  |
| 2.  | «Murderess»                                             | Robert Palmer, A. Taylor, J. Taylor         | 4:17     |  |
| 3.  | «Lonely Tonight»                                        | Palmer, Bernard Edwards                     | 3:58     |  |
| 4.  | «Communication»                                         | Palmer, A. Taylor, J. Taylor, Derek Bramble | 3:37     |  |
| 5.  | «Get It On» (versión de T. Rex)                         | Marc Bolan                                  | 5:29     |  |
| 6.  | «Go to Zero»                                            | Palmer, Guy Pratt,                          | 4:58     |  |
| 7.  | «Harvest for the World» (versión de The Isley Brothers) | Isley Brothers                              | 3:37     |  |
| 8.  | «Still in Your Heart»                                   | Palmer, A. Taylor, J. Taylor                | 3:20     |  |

| Pistas adicionales en la edición 20° aniversario |                                                         |                                       |          |  |
| N.º                                              | Título                                                  | Escritor(es)                          | Duración |  |
| 9.                                               | «Someday, Somehow, Someone's Gotta Pay»                 | Palmer, A. Taylor, J. Taylor          | 4:32     |  |
| 10.                                              | «The Heat Is On»                                        | Palmer, A. Taylor, J. Taylor          | 3:18     |  |
| 11.                                              | «Communication» (versión larga)                         | Palmer, A. Taylor, J. Taylor, Bramble | 4:39     |  |
| 12.                                              | «Get It On» (versión sencillo de siete pulgadas)        | Bolan                                 | 3:45     |  |
| 13.                                              | «Some Like It Hot and the Heat Is On»                   | Palmer, A. Taylor, J. Taylor          | 6:36     |  |
| 14.                                              | «Communication» (versión sencillo de siete pulgadas)    | Palmer, A. Taylor, J. Taylor, Bramble | 3:51     |  |
| 15.                                              | «Some Like It Hot» (versión sencillo de siete pulgadas) | Palmer, A. Taylor, J. Taylor          | 3:44     |  |

## Posicionamiento en las listas musicales
| País           | Lista (1985)                     | Posición |
| -------------- | -------------------------------- | -------- |
| Alemania       | Media Control Charts             | 23       |
| Australia      | Kent Music Report                | 15       |
| Canadá         | RPM Top Albums                   | 12       |
| Canadá         | The Record Top Albums            | 9        |
| Estados Unidos | Billboard 200                    | 6        |
| Japón          | Oricon Albums Chart              | 8        |
| Nueva Zelanda  | Official New Zealand Music Chart | 23       |
| Países Bajos   | Dutch Album Top 100              | 13       |
| Reino Unido    | UK Albums Chart                  | 12       |
| Suecia         | Sverigetopplistan                | 38       |
| Suiza          | Schweizer Hitparade              | 16       |
| Continente     | Lista                            | Posición |
| Europa         | European Top 100 Albums          | 19       |

| País           | Lista (1985)           | Posición |
| -------------- | ---------------------- | -------- |
| Canadá         | RPM Top Albums         | 43       |
| Estados Unidos | Billboard 200          | 31       |
| Estados Unidos | Cashbox Top 100 Albums | 18       |

## Certificaciones discográficas
| País           | Organismo certificador | Certificación | Ventas certificadas | Ref.   |
| -------------- | ---------------------- | ------------- | ------------------- | ------ |
| Canadá         | CRIA                   | Platino       | 100 000             | [ 31 ] |
| Estados Unidos | RIAA                   | Platino       | 1 000               | [ 33 ] |
| Reino Unido    | BPI                    | Oro           | 100 000             | [ 25 ] |

## Créditos
| - Robert Palmer: voz y coros - Andy Taylor: guitarra y covocalista en «Harvest for the World» - John Taylor: bajo - Tony Thompson: batería Músicos adicionales - Michael Des Barres: voz en «Someday, Somehow, Someone's Gotta Pay» - Curtis King Jr, Fonzi Thornton, B.J. Nelson y Charmaine Burch: coros - Lenny Pickett, Mark Pender, Stan Harrison, Hollywood Paul Litteral y Mars Williams: sección de vientos - Roger Taylor y Jimmy Brawoler: efectos percusivos - Robert Sabino, David LeBolt, Rupert Hine y Wally Badarou: teclados | - Bernard Edwards: productor - Jason Corsaro, Steve Rinkoff y Rob Eaton: ingeniería de sonido - Jason Corsaro: mezcla - Howie Weinberg: masterización |

Fuente: Discogs.